# Kanton Pouillon
Pouillon is een voormalig kanton van het Franse departement Landes. Het kanton maakte deel uit van het arrondissement Dax.

## Gemeenten
Het kanton Pouillon omvatte de volgende gemeenten:
- Cagnotte
- Estibeaux
- Gaas
- Habas
- Labatut
- Mimbaste
- Misson
- Mouscardès
- Ossages
- Pouillon (hoofdplaats)
- Tilh